# Tour Down Under 2009

La 11ª edición del Tour Down Under se disputó entre el 20 y el 25 de enero de 2009 en Adelaida y sus alrededores, al sur de Australia.

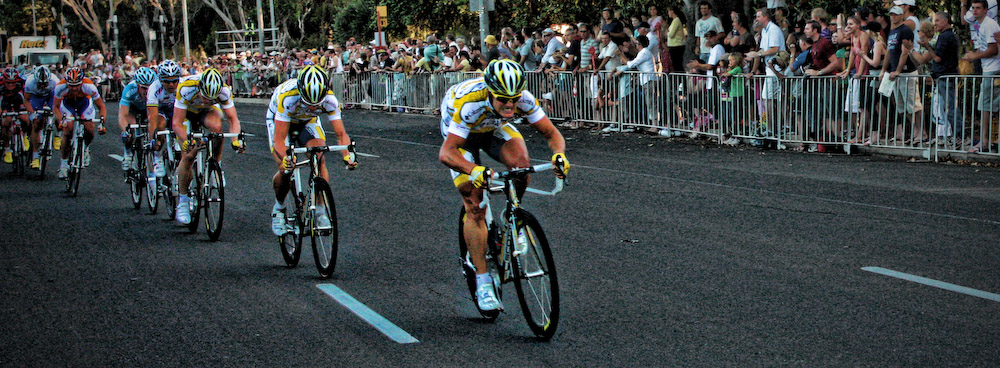
El equipo Columbia en la edición de 2009.

La prueba perteneció al circuito UCI ProTour 2009.
El ganador y claro dominador de la prueba fue  Allan Davis (que además ganó tres etapas). Le acompañaron en el podio Stuart O'Grady y José Joaquín Rojas, segundo y tercero respectivamente.

## Equipos participantes
Participaron en la prueba los 18 equipos de categoría UCI ProTour (al ser obligada su participación); más una selección de Australia (con corredores de equipos de los Circuitos Continentales UCI) bajo en nombre de UniSA-Australia). A destacar que fue la primera carrera tras vuelta a la competición del estadounidense Lance Armstrong, ganador de siete Tours de Francia tres años después de su retirada. Los equipos participantes fueron:
| ProTeams (18)- AG2R La Mondiale - Astana - BBox Bouygues Telecom - Caisse d'Épargne - Cofidis, le Crédit en Ligne - Columbia-High Road - Euskaltel-Euskadi - Fuji-Servetto - Garmin-Slipstream - Katusha - La Française des jeux - Lampre-NGC - Liquigas - Team Milram - Quick Step - Rabobank - Saxo Bank - Silence-Lotto translation for headoftableIII_translate index 39 not found- UniSA-Australia |
| |

## Carrera de exhibición

### Cancer Council Classic, 18-01-2009:Adelaida(Rymill Park)-Adelaida(Rymill Park), 51 km
Dos días antes del comienzo del Tour Down Under se disputó una clásica de exhibición, no oficial de categoría .NE, en el Rymmil Park de Adelaida en favor de la lucha contra el cáncer.
| Resultados de la carrera \| \| Ciclista \| Equipo \| Tiempo \| \| - \| -------------- \| -------- \| --------- \| \| 1 \| Robbie McEwen \| Katusha \| 1h 04'32" \| \| 2 \| Wim Stroetinga \| Milram \| m.t. \| \| 3 \| Graeme Brown \| Rabobank \| m.t. \| |                |          |           |
| | Ciclista       | Equipo   | Tiempo    |
| 1 | Robbie McEwen  | Katusha  | 1h 04'32" |
| 2 | Wim Stroetinga | Milram   | m.t.      |
| 3 | Graeme Brown   | Rabobank | m.t.      |

## Recorrido
El Tour Down Under dispuso de seis etapas para un recorrido total de 802 kilómetros, donde se contempla en las cinco primeras etapas algunas dificultades en varios puntos de la carrera. La etapa seis marca el final de la carrera con un circuito urbano por los alrededores del centro de Adelaida.
| Etapa     | Fecha     | Recorrido                   | type            | Distancia (km) | Ganador           | Líder         |
| --------- | --------- | --------------------------- | --------------- | -------------- | ----------------- | ------------- |
| 1.ª etapa | 20 de ene | Norwood – Mawson Lakes      | etapa llana     | 140            | André Greipel     | André Greipel |
| 2.ª etapa | 21 de ene | Hahndorf – Stirling         | etapa llana     | 145            | Allan Davis       | Allan Davis   |
| 3.ª etapa | 22 de ene | Unley – Victor Harbor       | etapa llana     | 136            | Graeme Brown      | Allan Davis   |
| 4.ª etapa | 23 de ene | Burnside Village – Angaston | etapa escarpada | 143            | Allan Davis       | Allan Davis   |
| 5.ª etapa | 24 de ene | Snapper Point – Willunga    | etapa escarpada | 148            | Allan Davis       | Allan Davis   |
| 6.ª etapa | 25 de ene | Adelaida – Adelaida         | etapa llana     | 90             | Francesco Chicchi | Allan Davis   |

## Etapas

### Etapa 1
| Norwood - Mawson Lakes | etapa llana | (140 km) |

| \| Clasificación de la etapa \| Clasificación de la etapa \| Clasificación de la etapa \| Clasificación de la etapa \| Clasificación de la etapa \| \| Ciclista \| Ciclista \| Equipo \| Tiempo \| \| \| ------------------------- \| ------------------------- \| ------------------------- \| ------------------------- \| ------------------------- \| \| 1.º \| André Greipel \| Columbia-High Road \| 3 h 45 min 27 s \| \| \| 2.º \| Baden Cooke \| Vacansoleil \| + 0 s \| \| \| 3.º \| Stuart O'Grady \| Saxo Bank \| + 0 s \| \| \| 4.º \| Robbie McEwen \| Katusha \| + 0 s \| \| \| 5.º \| Jacopo Guarnieri \| Liquigas \| + 0 s \| \| \| 6.º \| Allan Davis \| Quick Step \| + 0 s \| \| \| 7.º \| Wim Stroetinga \| Team Milram \| + 0 s \| \| \| 8.º \| Timothy Gudsell \| La Française des jeux \| + 0 s \| \| \| 9.º \| Luca Barla \| Team Milram \| + 0 s \| \| \| 10.º \| Andrea Grendene \| Lampre-NGC \| + 0 s \| \| |                  |                       |                 |
| |                  |                       |                 |
| |                  |                       |                 |
| Clasificación de la etapa |                  |                       |                 |
| Ciclista | Ciclista         | Equipo                | Tiempo          |
| 1.º | André Greipel    | Columbia-High Road    | 3 h 45 min 27 s |
| 2.º | Baden Cooke      | Vacansoleil           | + 0 s           |
| 3.º | Stuart O'Grady   | Saxo Bank             | + 0 s           |
| 4.º | Robbie McEwen    | Katusha               | + 0 s           |
| 5.º | Jacopo Guarnieri | Liquigas              | + 0 s           |
| 6.º | Allan Davis      | Quick Step            | + 0 s           |
| 7.º | Wim Stroetinga   | Team Milram           | + 0 s           |
| 8.º | Timothy Gudsell  | La Française des jeux | + 0 s           |
| 9.º | Luca Barla       | Team Milram           | + 0 s           |
| 10.º | Andrea Grendene  | Lampre-NGC            | + 0 s           |

| \| Clasificación general \| Clasificación general \| Clasificación general \| Clasificación general \| Clasificación general \| \| Ciclista \| Ciclista \| Equipo \| Tiempo \| \| \| --------------------- \| --------------------- \| --------------------- \| --------------------- \| --------------------- \| \| 1.º \| André Greipel \| Columbia-High Road \| 3 h 45 min 16 s \| \| \| 2.º \| Baden Cooke \| Vacansoleil \| + 5 s \| \| \| 3.º \| Olivier Kaisen \| Silence-Lotto \| + 5 s \| \| \| 4.º \| Stuart O'Grady \| Saxo Bank \| + 7 s \| \| \| 5.º \| Andoni Lafuente \| Euskaltel-Euskadi \| + 7 s \| \| \| 6.º \| William Walker \| Fuji-Servetto \| + 10 s \| \| \| 7.º \| Robbie McEwen \| Katusha \| + 10 s \| \| \| 8.º \| Jacopo Guarnieri \| Liquigas \| + 10 s \| \| \| 9.º \| Allan Davis \| Quick Step \| + 10 s \| \| \| 10.º \| Wim Stroetinga \| Team Milram \| + 10 s \| \| |                  |                    |                 |
| |                  |                    |                 |
| |                  |                    |                 |
| Clasificación general |                  |                    |                 |
| Ciclista | Ciclista         | Equipo             | Tiempo          |
| 1.º | André Greipel    | Columbia-High Road | 3 h 45 min 16 s |
| 2.º | Baden Cooke      | Vacansoleil        | + 5 s           |
| 3.º | Olivier Kaisen   | Silence-Lotto      | + 5 s           |
| 4.º | Stuart O'Grady   | Saxo Bank          | + 7 s           |
| 5.º | Andoni Lafuente  | Euskaltel-Euskadi  | + 7 s           |
| 6.º | William Walker   | Fuji-Servetto      | + 10 s          |
| 7.º | Robbie McEwen    | Katusha            | + 10 s          |
| 8.º | Jacopo Guarnieri | Liquigas           | + 10 s          |
| 9.º | Allan Davis      | Quick Step         | + 10 s          |
| 10.º | Wim Stroetinga   | Team Milram        | + 10 s          |

### Etapa 2
| Hahndorf - Stirling | etapa llana | (145 km) |

| \| Clasificación de la etapa \| Clasificación de la etapa \| Clasificación de la etapa \| Clasificación de la etapa \| Clasificación de la etapa \| \| Ciclista \| Ciclista \| Equipo \| Tiempo \| \| \| ------------------------- \| ------------------------- \| --------------------------- \| ------------------------- \| ------------------------- \| \| 1.º \| Allan Davis \| Quick Step \| 3 h 46 min 25 s \| \| \| 2.º \| Graeme Brown \| Rabobank \| + 0 s \| \| \| 3.º \| Martin Elmiger \| AG2R La Mondiale \| + 2 s \| \| \| 4.º \| Stuart O'Grady \| Saxo Bank \| + 2 s \| \| \| 5.º \| George Hincapie \| Columbia-High Road \| + 4 s \| \| \| 6.º \| José Joaquín Rojas \| Caisse d'Épargne \| + 4 s \| \| \| 7.º \| Mauro Santambrogio \| Lampre-NGC \| + 4 s \| \| \| 8.º \| Tom Leezer \| Rabobank \| + 4 s \| \| \| 9.º \| Mickaël Buffaz \| Cofidis, le Crédit en Ligne \| + 4 s \| \| \| 10.º \| André Greipel \| Columbia-High Road \| + 4 s \| \| |                    |                             |                 |
| |                    |                             |                 |
| |                    |                             |                 |
| Clasificación de la etapa |                    |                             |                 |
| Ciclista | Ciclista           | Equipo                      | Tiempo          |
| 1.º | Allan Davis        | Quick Step                  | 3 h 46 min 25 s |
| 2.º | Graeme Brown       | Rabobank                    | + 0 s           |
| 3.º | Martin Elmiger     | AG2R La Mondiale            | + 2 s           |
| 4.º | Stuart O'Grady     | Saxo Bank                   | + 2 s           |
| 5.º | George Hincapie    | Columbia-High Road          | + 4 s           |
| 6.º | José Joaquín Rojas | Caisse d'Épargne            | + 4 s           |
| 7.º | Mauro Santambrogio | Lampre-NGC                  | + 4 s           |
| 8.º | Tom Leezer         | Rabobank                    | + 4 s           |
| 9.º | Mickaël Buffaz     | Cofidis, le Crédit en Ligne | + 4 s           |
| 10.º | André Greipel      | Columbia-High Road          | + 4 s           |

| \| Clasificación general \| Clasificación general \| Clasificación general \| Clasificación general \| Clasificación general \| \| Ciclista \| Ciclista \| Equipo \| Tiempo \| \| \| --------------------- \| --------------------- \| --------------------- \| --------------------- \| --------------------- \| \| 1.º \| Allan Davis \| Quick Step \| 7 h 31 min 42 s \| \| \| 2.º \| André Greipel \| Columbia-High Road \| + 3 s \| \| \| 3.º \| Graeme Brown \| Rabobank \| + 4 s \| \| \| 4.º \| Stuart O'Grady \| Saxo Bank \| + 8 s \| \| \| 5.º \| Baden Cooke \| Vacansoleil \| + 8 s \| \| \| 6.º \| Martin Elmiger \| AG2R La Mondiale \| + 8 s \| \| \| 7.º \| Mauro Santambrogio \| Lampre-NGC \| + 14 s \| \| \| 8.º \| José Joaquín Rojas \| Caisse d'Épargne \| + 14 s \| \| \| 9.º \| Jussi Veikkanen \| La Française des jeux \| + 14 s \| \| \| 10.º \| Ryder Hesjedal \| Garmin-Slipstream \| + 14 s \| \| |                    |                       |                 |
| |                    |                       |                 |
| |                    |                       |                 |
| Clasificación general |                    |                       |                 |
| Ciclista | Ciclista           | Equipo                | Tiempo          |
| 1.º | Allan Davis        | Quick Step            | 7 h 31 min 42 s |
| 2.º | André Greipel      | Columbia-High Road    | + 3 s           |
| 3.º | Graeme Brown       | Rabobank              | + 4 s           |
| 4.º | Stuart O'Grady     | Saxo Bank             | + 8 s           |
| 5.º | Baden Cooke        | Vacansoleil           | + 8 s           |
| 6.º | Martin Elmiger     | AG2R La Mondiale      | + 8 s           |
| 7.º | Mauro Santambrogio | Lampre-NGC            | + 14 s          |
| 8.º | José Joaquín Rojas | Caisse d'Épargne      | + 14 s          |
| 9.º | Jussi Veikkanen    | La Française des jeux | + 14 s          |
| 10.º | Ryder Hesjedal     | Garmin-Slipstream     | + 14 s          |

### Etapa 3
| Unley - Victor Harbor | etapa llana | (136 km) |

| \| Clasificación de la etapa \| Clasificación de la etapa \| Clasificación de la etapa \| Clasificación de la etapa \| Clasificación de la etapa \| \| Ciclista \| Ciclista \| Equipo \| Tiempo \| \| \| ------------------------- \| ------------------------- \| ------------------------- \| ------------------------- \| ------------------------- \| \| 1.º \| Graeme Brown \| Rabobank \| 3 h 15 min 35 s \| \| \| 2.º \| Allan Davis \| Quick Step \| + 0 s \| \| \| 3.º \| Stuart O'Grady \| Saxo Bank \| + 0 s \| \| \| 4.º \| George Hincapie \| Columbia-High Road \| + 0 s \| \| \| 5.º \| Luis León Sánchez \| Caisse d'Épargne \| + 0 s \| \| \| 6.º \| Martin Elmiger \| AG2R La Mondiale \| + 0 s \| \| \| 7.º \| José Joaquín Rojas \| Caisse d'Épargne \| + 0 s \| \| \| 8.º \| Alexandre Pichot \| BBox Bouygues Telecom \| + 0 s \| \| \| 9.º \| Mauro Santambrogio \| Lampre-NGC \| + 0 s \| \| \| 10.º \| Mikaël Cherel \| La Française des jeux \| + 0 s \| \| |                    |                       |                 |
| |                    |                       |                 |
| |                    |                       |                 |
| Clasificación de la etapa |                    |                       |                 |
| Ciclista | Ciclista           | Equipo                | Tiempo          |
| 1.º | Graeme Brown       | Rabobank              | 3 h 15 min 35 s |
| 2.º | Allan Davis        | Quick Step            | + 0 s           |
| 3.º | Stuart O'Grady     | Saxo Bank             | + 0 s           |
| 4.º | George Hincapie    | Columbia-High Road    | + 0 s           |
| 5.º | Luis León Sánchez  | Caisse d'Épargne      | + 0 s           |
| 6.º | Martin Elmiger     | AG2R La Mondiale      | + 0 s           |
| 7.º | José Joaquín Rojas | Caisse d'Épargne      | + 0 s           |
| 8.º | Alexandre Pichot   | BBox Bouygues Telecom | + 0 s           |
| 9.º | Mauro Santambrogio | Lampre-NGC            | + 0 s           |
| 10.º | Mikaël Cherel      | La Française des jeux | + 0 s           |

| \| Clasificación general \| Clasificación general \| Clasificación general \| Clasificación general \| Clasificación general \| \| Ciclista \| Ciclista \| Equipo \| Tiempo \| \| \| --------------------- \| --------------------- \| --------------------- \| --------------------- \| --------------------- \| \| 1.º \| Allan Davis \| Quick Step \| 10 h 47 min 11 s \| \| \| 2.º \| Graeme Brown \| Rabobank \| + 0 s \| \| \| 3.º \| Stuart O'Grady \| Saxo Bank \| + 5 s \| \| \| 4.º \| Martin Elmiger \| AG2R La Mondiale \| + 14 s \| \| \| 5.º \| Michael Rogers \| Columbia-High Road \| + 18 s \| \| \| 6.º \| Matthew Wilson \| UniSA-Australia \| + 19 s \| \| \| 7.º \| Mauro Santambrogio \| Lampre-NGC \| + 20 s \| \| \| 8.º \| José Joaquín Rojas \| Caisse d'Épargne \| + 20 s \| \| \| 9.º \| Ryder Hesjedal \| Garmin-Slipstream \| + 20 s \| \| \| 10.º \| Jussi Veikkanen \| La Française des jeux \| + 20 s \| \| |                    |                       |                  |
| |                    |                       |                  |
| |                    |                       |                  |
| Clasificación general |                    |                       |                  |
| Ciclista | Ciclista           | Equipo                | Tiempo           |
| 1.º | Allan Davis        | Quick Step            | 10 h 47 min 11 s |
| 2.º | Graeme Brown       | Rabobank              | + 0 s            |
| 3.º | Stuart O'Grady     | Saxo Bank             | + 5 s            |
| 4.º | Martin Elmiger     | AG2R La Mondiale      | + 14 s           |
| 5.º | Michael Rogers     | Columbia-High Road    | + 18 s           |
| 6.º | Matthew Wilson     | UniSA-Australia       | + 19 s           |
| 7.º | Mauro Santambrogio | Lampre-NGC            | + 20 s           |
| 8.º | José Joaquín Rojas | Caisse d'Épargne      | + 20 s           |
| 9.º | Ryder Hesjedal     | Garmin-Slipstream     | + 20 s           |
| 10.º | Jussi Veikkanen    | La Française des jeux | + 20 s           |

### Etapa 4
| Burnside Village - Angaston | etapa escarpada | (143 km) |

| \| Clasificación de la etapa \| Clasificación de la etapa \| Clasificación de la etapa \| Clasificación de la etapa \| Clasificación de la etapa \| \| Ciclista \| Ciclista \| Equipo \| Tiempo \| \| \| ------------------------- \| ------------------------- \| ------------------------- \| ------------------------- \| ------------------------- \| \| 1.º \| Allan Davis \| Quick Step \| 3 h 29 min 35 s \| \| \| 2.º \| Graeme Brown \| Rabobank \| + 0 s \| \| \| 3.º \| José Joaquín Rojas \| Caisse d'Épargne \| + 0 s \| \| \| 4.º \| Stuart O'Grady \| Saxo Bank \| + 0 s \| \| \| 5.º \| Mark Renshaw \| Columbia-High Road \| + 0 s \| \| \| 6.º \| Tom Leezer \| Rabobank \| + 0 s \| \| \| 7.º \| Davide Vigano \| Fuji-Servetto \| + 0 s \| \| \| 8.º \| Jussi Veikkanen \| La Française des jeux \| + 0 s \| \| \| 9.º \| Robbie McEwen \| Katusha \| + 0 s \| \| \| 10.º \| Sébastien Hinault \| AG2R La Mondiale \| + 0 s \| \| |                    |                       |                 |
| |                    |                       |                 |
| |                    |                       |                 |
| Clasificación de la etapa |                    |                       |                 |
| Ciclista | Ciclista           | Equipo                | Tiempo          |
| 1.º | Allan Davis        | Quick Step            | 3 h 29 min 35 s |
| 2.º | Graeme Brown       | Rabobank              | + 0 s           |
| 3.º | José Joaquín Rojas | Caisse d'Épargne      | + 0 s           |
| 4.º | Stuart O'Grady     | Saxo Bank             | + 0 s           |
| 5.º | Mark Renshaw       | Columbia-High Road    | + 0 s           |
| 6.º | Tom Leezer         | Rabobank              | + 0 s           |
| 7.º | Davide Vigano      | Fuji-Servetto         | + 0 s           |
| 8.º | Jussi Veikkanen    | La Française des jeux | + 0 s           |
| 9.º | Robbie McEwen      | Katusha               | + 0 s           |
| 10.º | Sébastien Hinault  | AG2R La Mondiale      | + 0 s           |

| \| Clasificación general \| Clasificación general \| Clasificación general \| Clasificación general \| Clasificación general \| \| Ciclista \| Ciclista \| Equipo \| Tiempo \| \| \| --------------------- \| --------------------- \| --------------------- \| --------------------- \| --------------------- \| \| 1.º \| Allan Davis \| Quick Step \| 14 h 16 min 36 s \| \| \| 2.º \| Graeme Brown \| Rabobank \| + 4 s \| \| \| 3.º \| Stuart O'Grady \| Saxo Bank \| + 15 s \| \| \| 4.º \| Martin Elmiger \| AG2R La Mondiale \| + 24 s \| \| \| 5.º \| José Joaquín Rojas \| Caisse d'Épargne \| + 26 s \| \| \| 6.º \| Michael Rogers \| Columbia-High Road \| + 28 s \| \| \| 7.º \| Matthew Wilson \| UniSA-Australia \| + 29 s \| \| \| 8.º \| Mauro Santambrogio \| Lampre-NGC \| + 30 s \| \| \| 9.º \| Jussi Veikkanen \| La Française des jeux \| + 30 s \| \| \| 10.º \| Mikaël Cherel \| La Française des jeux \| + 30 s \| \| |                    |                       |                  |
| |                    |                       |                  |
| |                    |                       |                  |
| Clasificación general |                    |                       |                  |
| Ciclista | Ciclista           | Equipo                | Tiempo           |
| 1.º | Allan Davis        | Quick Step            | 14 h 16 min 36 s |
| 2.º | Graeme Brown       | Rabobank              | + 4 s            |
| 3.º | Stuart O'Grady     | Saxo Bank             | + 15 s           |
| 4.º | Martin Elmiger     | AG2R La Mondiale      | + 24 s           |
| 5.º | José Joaquín Rojas | Caisse d'Épargne      | + 26 s           |
| 6.º | Michael Rogers     | Columbia-High Road    | + 28 s           |
| 7.º | Matthew Wilson     | UniSA-Australia       | + 29 s           |
| 8.º | Mauro Santambrogio | Lampre-NGC            | + 30 s           |
| 9.º | Jussi Veikkanen    | La Française des jeux | + 30 s           |
| 10.º | Mikaël Cherel      | La Française des jeux | + 30 s           |

### Etapa 5
| Snapper Point - Willunga | etapa escarpada | (148 km) |

| \| Clasificación de la etapa \| Clasificación de la etapa \| Clasificación de la etapa \| Clasificación de la etapa \| Clasificación de la etapa \| \| Ciclista \| Ciclista \| Equipo \| Tiempo \| \| \| ------------------------- \| ------------------------- \| --------------------------- \| ------------------------- \| ------------------------- \| \| 1.º \| Allan Davis \| Quick Step \| 3 h 28 min 33 s \| \| \| 2.º \| José Joaquín Rojas \| Caisse d'Épargne \| + 0 s \| \| \| 3.º \| Martin Elmiger \| AG2R La Mondiale \| + 0 s \| \| \| 4.º \| Stuart O'Grady \| Saxo Bank \| + 0 s \| \| \| 5.º \| Jérémy Roy \| La Française des jeux \| + 0 s \| \| \| 6.º \| Laurent Lefèvre \| BBox Bouygues Telecom \| + 0 s \| \| \| 7.º \| Wesley Sulzberger \| La Française des jeux \| + 0 s \| \| \| 8.º \| Ryder Hesjedal \| Garmin-Slipstream \| + 0 s \| \| \| 9.º \| Matthew Lloyd \| Silence-Lotto \| + 0 s \| \| \| 10.º \| Julien El Fares \| Cofidis, le Crédit en Ligne \| + 0 s \| \| |                    |                             |                 |
| |                    |                             |                 |
| |                    |                             |                 |
| Clasificación de la etapa |                    |                             |                 |
| Ciclista | Ciclista           | Equipo                      | Tiempo          |
| 1.º | Allan Davis        | Quick Step                  | 3 h 28 min 33 s |
| 2.º | José Joaquín Rojas | Caisse d'Épargne            | + 0 s           |
| 3.º | Martin Elmiger     | AG2R La Mondiale            | + 0 s           |
| 4.º | Stuart O'Grady     | Saxo Bank                   | + 0 s           |
| 5.º | Jérémy Roy         | La Française des jeux       | + 0 s           |
| 6.º | Laurent Lefèvre    | BBox Bouygues Telecom       | + 0 s           |
| 7.º | Wesley Sulzberger  | La Française des jeux       | + 0 s           |
| 8.º | Ryder Hesjedal     | Garmin-Slipstream           | + 0 s           |
| 9.º | Matthew Lloyd      | Silence-Lotto               | + 0 s           |
| 10.º | Julien El Fares    | Cofidis, le Crédit en Ligne | + 0 s           |

| \| Clasificación general \| Clasificación general \| Clasificación general \| Clasificación general \| Clasificación general \| \| Ciclista \| Ciclista \| Equipo \| Tiempo \| \| \| --------------------- \| --------------------- \| --------------------- \| --------------------- \| --------------------- \| \| 1.º \| Allan Davis \| Quick Step \| 17 h 44 min 59 s \| \| \| 2.º \| Stuart O'Grady \| Saxo Bank \| + 25 s \| \| \| 3.º \| José Joaquín Rojas \| Caisse d'Épargne \| + 30 s \| \| \| 4.º \| Martin Elmiger \| AG2R La Mondiale \| + 30 s \| \| \| 5.º \| Michael Rogers \| Columbia-High Road \| + 38 s \| \| \| 6.º \| Matthew Wilson \| UniSA-Australia \| + 39 s \| \| \| 7.º \| Mauro Santambrogio \| Lampre-NGC \| + 40 s \| \| \| 8.º \| Jussi Veikkanen \| La Française des jeux \| + 40 s \| \| \| 9.º \| Mikaël Cherel \| La Française des jeux \| + 40 s \| \| \| 10.º \| Ryder Hesjedal \| Garmin-Slipstream \| + 40 s \| \| |                    |                       |                  |
| |                    |                       |                  |
| |                    |                       |                  |
| Clasificación general |                    |                       |                  |
| Ciclista | Ciclista           | Equipo                | Tiempo           |
| 1.º | Allan Davis        | Quick Step            | 17 h 44 min 59 s |
| 2.º | Stuart O'Grady     | Saxo Bank             | + 25 s           |
| 3.º | José Joaquín Rojas | Caisse d'Épargne      | + 30 s           |
| 4.º | Martin Elmiger     | AG2R La Mondiale      | + 30 s           |
| 5.º | Michael Rogers     | Columbia-High Road    | + 38 s           |
| 6.º | Matthew Wilson     | UniSA-Australia       | + 39 s           |
| 7.º | Mauro Santambrogio | Lampre-NGC            | + 40 s           |
| 8.º | Jussi Veikkanen    | La Française des jeux | + 40 s           |
| 9.º | Mikaël Cherel      | La Française des jeux | + 40 s           |
| 10.º | Ryder Hesjedal     | Garmin-Slipstream     | + 40 s           |

### Etapa 6
| Adelaida - Adelaida | etapa llana | (90 km) |

| \| Clasificación de la etapa \| Clasificación de la etapa \| Clasificación de la etapa \| Clasificación de la etapa \| Clasificación de la etapa \| \| Ciclista \| Ciclista \| Equipo \| Tiempo \| \| \| ------------------------- \| ------------------------- \| --------------------------- \| ------------------------- \| ------------------------- \| \| 1.º \| Francesco Chicchi \| Liquigas \| 1 h 42 min 00 s \| \| \| 2.º \| Robbie McEwen \| Katusha \| + 0 s \| \| \| 3.º \| Graeme Brown \| Rabobank \| + 0 s \| \| \| 4.º \| Gregory Henderson \| Columbia-High Road \| + 0 s \| \| \| 5.º \| José Joaquín Rojas \| Caisse d'Épargne \| + 0 s \| \| \| 6.º \| Tom Leezer \| Rabobank \| + 0 s \| \| \| 7.º \| Wim Stroetinga \| Team Milram \| + 0 s \| \| \| 8.º \| Guillaume Blot \| Cofidis, le Crédit en Ligne \| + 0 s \| \| \| 9.º \| Jacopo Guarnieri \| Liquigas \| + 0 s \| \| \| 10.º \| Martin Elmiger \| AG2R La Mondiale \| + 0 s \| \| |                    |                             |                 |
| |                    |                             |                 |
| |                    |                             |                 |
| Clasificación de la etapa |                    |                             |                 |
| Ciclista | Ciclista           | Equipo                      | Tiempo          |
| 1.º | Francesco Chicchi  | Liquigas                    | 1 h 42 min 00 s |
| 2.º | Robbie McEwen      | Katusha                     | + 0 s           |
| 3.º | Graeme Brown       | Rabobank                    | + 0 s           |
| 4.º | Gregory Henderson  | Columbia-High Road          | + 0 s           |
| 5.º | José Joaquín Rojas | Caisse d'Épargne            | + 0 s           |
| 6.º | Tom Leezer         | Rabobank                    | + 0 s           |
| 7.º | Wim Stroetinga     | Team Milram                 | + 0 s           |
| 8.º | Guillaume Blot     | Cofidis, le Crédit en Ligne | + 0 s           |
| 9.º | Jacopo Guarnieri   | Liquigas                    | + 0 s           |
| 10.º | Martin Elmiger     | AG2R La Mondiale            | + 0 s           |

| \| Clasificación general \| Clasificación general \| Clasificación general \| Clasificación general \| Clasificación general \| \| Ciclista \| Ciclista \| Equipo \| Tiempo \| \| \| --------------------- \| --------------------- \| --------------------- \| --------------------- \| --------------------- \| \| 1.º \| Allan Davis \| Quick Step \| 19 h 26 min 59 s \| \| \| 2.º \| Stuart O'Grady \| Saxo Bank \| + 25 s \| \| \| 3.º \| José Joaquín Rojas \| Caisse d'Épargne \| + 30 s \| \| \| 4.º \| Martin Elmiger \| AG2R La Mondiale \| + 30 s \| \| \| 5.º \| Wesley Sulzberger \| La Française des jeux \| + 37 s \| \| \| 6.º \| Michael Rogers \| Columbia-High Road \| + 38 s \| \| \| 7.º \| Matthew Wilson \| UniSA-Australia \| + 39 s \| \| \| 8.º \| Mauro Santambrogio \| Lampre-NGC \| + 40 s \| \| \| 9.º \| Jussi Veikkanen \| La Française des jeux \| + 40 s \| \| \| 10.º \| Mikaël Cherel \| La Française des jeux \| + 40 s \| \| |                    |                       |                  |
| |                    |                       |                  |
| |                    |                       |                  |
| Clasificación general |                    |                       |                  |
| Ciclista | Ciclista           | Equipo                | Tiempo           |
| 1.º | Allan Davis        | Quick Step            | 19 h 26 min 59 s |
| 2.º | Stuart O'Grady     | Saxo Bank             | + 25 s           |
| 3.º | José Joaquín Rojas | Caisse d'Épargne      | + 30 s           |
| 4.º | Martin Elmiger     | AG2R La Mondiale      | + 30 s           |
| 5.º | Wesley Sulzberger  | La Française des jeux | + 37 s           |
| 6.º | Michael Rogers     | Columbia-High Road    | + 38 s           |
| 7.º | Matthew Wilson     | UniSA-Australia       | + 39 s           |
| 8.º | Mauro Santambrogio | Lampre-NGC            | + 40 s           |
| 9.º | Jussi Veikkanen    | La Française des jeux | + 40 s           |
| 10.º | Mikaël Cherel      | La Française des jeux | + 40 s           |

## Clasificaciones finales

### Clasificación general
| \| Clasificación general \| Clasificación general \| Clasificación general \| Clasificación general \| Clasificación general \| \| Ciclista \| Ciclista \| Equipo \| Tiempo \| \| \| --------------------- \| --------------------- \| --------------------- \| --------------------- \| --------------------- \| \| 1.º \| Allan Davis \| Quick Step \| 19 h 26 min 59 s \| \| \| 2.º \| Stuart O'Grady \| Saxo Bank \| + 25 s \| \| \| 3.º \| José Joaquín Rojas \| Caisse d'Épargne \| + 30 s \| \| \| 4.º \| Martin Elmiger \| AG2R La Mondiale \| + 30 s \| \| \| 5.º \| Wesley Sulzberger \| La Française des jeux \| + 37 s \| \| \| 6.º \| Michael Rogers \| Columbia-High Road \| + 38 s \| \| \| 7.º \| Matthew Wilson \| UniSA-Australia \| + 39 s \| \| \| 8.º \| Mauro Santambrogio \| Lampre-NGC \| + 40 s \| \| \| 9.º \| Jussi Veikkanen \| La Française des jeux \| + 40 s \| \| \| 10.º \| Mikaël Cherel \| La Française des jeux \| + 40 s \| \| |                    |                       |                  |
| |                    |                       |                  |
| Fuente: ProCyclingStats |                    |                       |                  |
| Clasificación general |                    |                       |                  |
| Ciclista | Ciclista           | Equipo                | Tiempo           |
| 1.º | Allan Davis        | Quick Step            | 19 h 26 min 59 s |
| 2.º | Stuart O'Grady     | Saxo Bank             | + 25 s           |
| 3.º | José Joaquín Rojas | Caisse d'Épargne      | + 30 s           |
| 4.º | Martin Elmiger     | AG2R La Mondiale      | + 30 s           |
| 5.º | Wesley Sulzberger  | La Française des jeux | + 37 s           |
| 6.º | Michael Rogers     | Columbia-High Road    | + 38 s           |
| 7.º | Matthew Wilson     | UniSA-Australia       | + 39 s           |
| 8.º | Mauro Santambrogio | Lampre-NGC            | + 40 s           |
| 9.º | Jussi Veikkanen    | La Française des jeux | + 40 s           |
| 10.º | Mikaël Cherel      | La Française des jeux | + 40 s           |

### Clasificación de la montaña
| Clasificación de la montaña | Clasificación de la montaña | Clasificación de la montaña | Clasificación de la montaña | Clasificación de la montaña |
| Ciclista                    | Ciclista                    | Equipo                      | Puntos                      |                             |
| --------------------------- | --------------------------- | --------------------------- | --------------------------- | --------------------------- |
| 1.º                         | Markel Irizar               | Euskaltel-Euskadi           | 46 pts                      |                             |
| 2.º                         | Andoni Lafuente             | Euskaltel-Euskadi           | 38 pts                      |                             |
| 3.º                         | Olivier Kaisen              | Silence-Lotto               | 24 pts                      |                             |

### Clasificación de los puntos
| Clasificación por puntos | Clasificación por puntos | Clasificación por puntos | Clasificación por puntos | Clasificación por puntos |
| Ciclista                 | Ciclista                 | Equipo                   | Puntos                   |                          |
| ------------------------ | ------------------------ | ------------------------ | ------------------------ | ------------------------ |
| 1.º                      | Allan Davis              | Quick Step               | 30 pts                   |                          |
| 2.º                      | Graeme Brown             | Rabobank                 | 24 pts                   |                          |
| 3.º                      | Andoni Lafuente          | Euskaltel-Euskadi        | 20 pts                   |                          |

### Clasificación de los jóvenes
| Clasificación del mejor joven | Clasificación del mejor joven | Clasificación del mejor joven | Clasificación del mejor joven | Clasificación del mejor joven |
| Ciclista                      | Ciclista                      | Equipo                        | Tiempo                        |                               |
| ----------------------------- | ----------------------------- | ----------------------------- | ----------------------------- | ----------------------------- |
| 1.º                           | José Joaquín Rojas            | Caisse d'Épargne              | 19 h 27 min 29 s              |                               |
| 2.º                           | Wesley Sulzberger             | La Française des jeux         | + 7 s                         |                               |
| 3.º                           | Mikaël Cherel                 | La Française des jeux         | + 10 s                        |                               |

### Clasificación por equipos
| Clasificación por equipos | Clasificación por equipos | Clasificación por equipos | Clasificación por equipos |
| Equipo                    | Equipo                    | Tiempo                    |                           |
| ------------------------- | ------------------------- | ------------------------- | ------------------------- |
| 1.º                       | La Française des jeux     | 58 h 22 min 57 s          |                           |
| 2.º                       | Caisse d'Épargne          | + 8 s                     |                           |
| 3.º                       | AG2R La Mondiale          | + 11 s                    |                           |

## Evolución de las clasificaciones
| Etapa (Vencedor)              | Clasificación general | Clasificación de la montaña | Clasificación de los sprints | Clasificación de los jóvenes | Clasificación por equipos | Trofeo del más agresivo |
| ----------------------------- | --------------------- | --------------------------- | ---------------------------- | ---------------------------- | ------------------------- | ----------------------- |
| 1.ª etapa (André Greipel)     | André Greipel         | no se entregó               | Olivier Kaisen               | Jacopo Guanieri              | Milram                    | Olivier Kaisen          |
| 2.ª etapa (Allan Davis)       | Allan Davis           | Andoni Lafuente             | Olivier Kaisen               | José Joaquín Rojas           | Rabobank                  | Aaron Kemps             |
| 3.ª etapa (Graeme Brown)      | Allan Davis           | Markel Irizar               | Stuart O'Grady               | José Joaquín Rojas           | Columbia-High Road        | Cameron Meyer           |
| 4.ª etapa (Allan Davis)       | Allan Davis           | Andoni Lafuente             | Allan Davis                  | José Joaquín Rojas           | Française des Jeux        | Vladimir Efimkin        |
| 5.ª etapa (Allan Davis)       | Allan Davis           | Andoni Lafuente             | Allan Davis                  | José Joaquín Rojas           | Française des Jeux        | Jack Bobridge           |
| 6.ª etapa (Francesco Chicchi) | Allan Davis           | Markel Irizar               | Allan Davis                  | José Joaquín Rojas           | Française des Jeux        | Wesley Sulzberger       |
| Final                         | Allan Davis           | Markel Irizar               | Allan Davis                  | José Joaquín Rojas           | Française des Jeux        | no se entregó           |